# Tachypeza
Tachypeza är ett släkte av tvåvingar. Tachypeza ingår i familjen puckeldansflugor.

## Bildgalleri

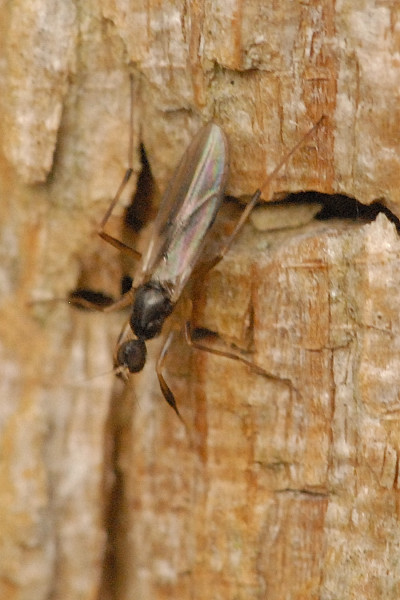

## Dottertaxa tillTachypeza, i alfabetisk ordning[1][2]
- Tachypeza annularis
- Tachypeza binotata
- Tachypeza brachialis
- Tachypeza brunnipes
- Tachypeza clavipes
- Tachypeza corticalis
- Tachypeza cursoria
- Tachypeza discifera
- Tachypeza distans
- Tachypeza dolorosa
- Tachypeza excisa
- Tachypeza fenestrata
- Tachypeza fennica
- Tachypeza fuscipennis
- Tachypeza heeri
- Tachypeza hispanica
- Tachypeza humeralis
- Tachypeza inusta
- Tachypeza nigra
- Tachypeza nubila
- Tachypeza portaecola
- Tachypeza postica
- Tachypeza pruinosa
- Tachypeza rostrata
- Tachypeza sericeipalpis
- Tachypeza subnubila
- Tachypeza tanaisense
- Tachypeza truncorum
- Tachypeza venosa
- Tachypeza winthemi
- Tachypeza yinyang